# Anno 2205
Anno 2205 is een stedenbouwsimulatie- en realtimestrategiespel, ontwikkeld door Ubisoft Blue Byte en uitgegeven door Ubisoft. Het is het zesde spel in de Anno-serie en speelt zich net als Anno 2070 af in de toekomst. Spelers hebben in deze editie de mogelijkheid om kolonies op de maan te stichten. Het spel werd op 3 november 2015 uitgebracht.

## Gameplay
Anno 2205 is een  stedenbouwspel dat, net zoals Anno 2070, zich afspeelt in de toekomst. In dit spel nemen spelers de rol over van een leider van een factie en moeten ze het opnemen tegen andere facties door steeds nieuwe, futuristische technologieën te onderzoeken. Aan het begin van het spel hebben de spelers als opdracht om meerdere metropolissen te bouwen op aarde waardoor de populatie zal toenemen. Dit gebeurt onder andere door het bouwen van huizen en marktplaatsen. Als de populatie toeneemt, krijgt de speler meer gebouwen en fabrieken tot zijn beschikking en krijgen de inwoners meer behoefte waarbij de speler moet zorgen dat deze behoeftes vervuld worden. Naast het bouwen van een stad moet de speler dus ook zorgen dat er genoeg goederen en bouwmaterialen worden geproduceerd voor heel zijn bevolking. Dit gebeurt bijvoorbeeld door het bouwen van mijnen en fabrieken. Deze gebouwen kunnen in het spel verplaatst worden. Net zoals bij SimCity, kunnen verschillende onderdelen aan de gebouwen worden toegevoegd om hun functies beter en efficiënter uit te voeren.
Spelers kunnen ook verschillende onderzoeken verrichten door het oprichten van fondsen en het bouwen van onderzoekslaboratoria. Een van de onderzoeken is de ontwikkeling van raketten. Als de spelers dit hebben onderzocht, samen met nog andere onderzochte technologieën, is het mogelijk om op de maan kolonies te stichten en daarop steden te bouwen. De grondstoffen van de maan, bijvoorbeeld Helium-3, zijn noodzakelijk voor de verdere ontwikkeling van de steden op aarde en deze moeten dus vervoerd worden richting aarde. De gameplay op de maan is verschillend dan die op aarde omdat de maan een dunnere atmosfeer heeft en een grimmiger milieu. Om een stad te bouwen op de maan heeft men dan bijvoorbeeld een schild nodig tegen asteroïden en speciale serres voor het produceren van levensmiddelen.
Het spel introduceert ook een nieuwe 'session mode'. De modus zorgt ervoor dat spelers makkelijk hun steden kunnen besturen zowel op aarde als op de maan tegelijk. Omdat de grondstoffen verschillen per regio, moeten de spelers handelsroutes over zee en door de ruimte creëren tussen verschillende steden en kolonies zodat deze grondstoffen en goederen ook kunnen gebruikt worden in andere steden. De steden in het spel zijn vijf keer groter dan in de vorige spellen.
Zowel vervuiling als de onderzeese gameplay die aanwezig waren in Anno 2070 zijn niet meer aanwezig in Anno 2205. Daarvoor is plaatsgemaakt voor de maan als speelbare omgeving. Ook kunnen in deze versie bruggen gebouwd worden tussen verschillende steden.
Anno 2205 draait op een nieuwe engine. Informatie zal hierdoor virtueel worden gepresenteerd in plaats van met tekst. De verlangens van de inwoners zullen verschijnen met symbolen en iconen terwijl de tevredenheid van de inwoners hun beslissingsvermogen en gedrag zullen beïnvloeden.

## Ontvangst
| \| Recensiescore \| Recensiescore \| \| Publicist \| Score \| \| --------------- \| ------------- \| \| Power Unlimited \| 82/100[1] \| |        |
| Recensiescore |        |
| Publicist | Score  |
| Power Unlimited | 82/100 |